# Фуентес-де-Леон
Фуентес-де-Леон (ісп. Fuentes de León) — муніципалітет в Іспанії, у складі автономної спільноти Естремадура, у провінції Бадахос. Населення — 2542 особи (2010).
Муніципалітет розташований на відстані близько 360 км на південний захід від Мадрида, 95 км на південний схід від Бадахоса.

## Демографія
Динаміка населення (INE ):